# Llengües fino-volgaiques
Les llengües fino-volgaiques, també conegudes com a fino-mari o volgaiques, són un grup de llengües dins la branca fino-pèrmica de les llengües ugrofineses.
Les llengües fino-volgaiques inclouen dues branques i un grup de llengües extintes o no determinades:
- Marí (txeremís): oriental i occidental
- Llengües mordovianes: Erzya i mokxa
- Llengües extintes i de filiació indeterminada: Merya, mesxerià i muromià.

Segons el sistema de classificació de les llengües fino-pèrmiques emprat, es poden incloure també al grup fino-volgaic les llengües següents (de vegades agrupades amb el nom de llengües fino-sami):
- Llengües baltofineses: Finès, estonià, carelià, etc.
- Llengües sami: meridional, septentrional, Lule, etc.